# Landèves
Landèves est une localité de Ballay et une ancienne commune française, située dans le département des Ardennes en région Grand Est.
Elle est rattachée, en 1792, à la commune de Ballay.

## Géographie
Landèves était une paroisse, puis une commune centrée sur l'abbaye du même nom. Outre l'abbaye, la commune était composée de fermes et de censes:
- Caunois 49° 25′ 25″ N, 4° 45′ 07″ E
- la Noue-Adam 49° 25′ 16″ N, 4° 45′ 34″ E
- Chamiot, ferme excentrée, située à cheval sur les bans de Chestres et de Falaise 49° 23′ 46″ N, 4° 45′ 00″ E
- Le Moulin de Landève 49° 25′ 14″ N, 4° 44′ 02″ E, sur la rivière Fournelle.

Et deux hameaux disparus, déjà absents de la carte de Cassini:
- Le Troux.
- Houpillart.

## Histoire

### Moyen Âge
Vieilles-Landèves est une petite paroisse du XIIe siècle, dont l'autel avait été donné à l'abbaye Saint-Denis de Reims par l'archevêque de Reims Manassès en 1106 et qui comprenait le Moulin de Landèves ( Moulinet du camp romain ) donné par Baudouin de Vandy.

### L'abbaye
Edme Baugier, dans ses Mémoires historiques de la province de Champagne, indique, en 1721 :
« L'Abbaïe de Landêve de l'ordre des Chanoines Réguliers de S. Augustin, étoit anciennement un Prieuré dépendant de l'Abbaïe du Val des Ecoliers près de Chaumont en Bassigny, qui fut érigé en Abbaïe au commencement du dernier siècle. Elle fut unie à la Congrégation de sainte Geneviève en 1633. L'Abbé est Régulier; son revenu & celuy des Religieux au nombre de six, devrait être de sept à huit mille livres ; mais à présent elle ne produit qu'environ deux ou trois mille livres. »

### Durant l'Ancien Régime
Landèves, du bailliage de Reims, dépendait de la coutume de Reims (alors que la coutume de Vermandois, s'appliquait dans le village voisin de Ballay), mais, et c'est une des bizarreries de l'Ancien-régime, ses hameaux de Caunoy et de Chamiot, étaient du bailliage et de la coutume de Vitry-en-Perthois.
Louis-Urbain Le Fèvre de Caumartin, d'après la dénombrement de 1735, indique :
« L'Abbaye de Landesve, et les maisons appelées Caunois, Houpillart, le moulin des bois, la Nouë-Adam, Chamiot, et le Troux. 24 feux. »

### Durant la Révolution
En 1791, sont vendus, comme biens nationaux:
- La maison abbatiale de Landève, bâtie environ 40 ans plus tôt, « consistante en cuisine, salles, etc., pressoir, cellier, granges, jardin, chapelle, grande église, le tout estimé 28.897 liv. 3 s. ; »
- La maison conventuelle « avec ses dépendances, estimée 10.370 livres. »
- « Bois, ferme, etc., estimés 24.200 liv. » (pour ces trois lots, le 26 septembre 1791.)
- Le moulin de Landève, « et ferme sise à Chêtres, appart. ci-devant à l'abbaye de Landève, à vendre le 8 janvier 1791. »